# 山下恭平
山下恭平（日语：／ Yamashita Kyohei，1998年10月12日—），日本男子羽毛球運動員，亦為現役日本國家羽毛球隊（A隊）成員。岡山縣出生，先后畢業於岡山市立福田中學校、岡山縣立水島工業高等學校、日本体育大学，現隸屬於NTT東日本株式會社南關東事業部（東京）。

## 簡歷
2019年8月，山下恭平出戰秋田羽毛球大师赛，與篠谷菜留合作闯进混合双打项目半决赛。职业生涯首次在世界羽联世界巡回赛超级100赛级别的赛事中打入四强。

## 主要比賽成績
只列出曾進入準決賽的國際賽事成績：
| 年份   | 賽事                     | 公開賽級別 | 項目     | 拍檔     | 成績   |
| ------ | ------------------------ | ---------- | -------- | -------- | ------ |
| 2016年 | 亚洲青年羽毛球錦標賽     | 其他       | 混合團體 | －       | 冠軍   |
| 2019年 | 秋田羽毛球大师赛         | 超級100賽  | 混合雙打 | 篠谷菜留 | 亚军   |
| 2019年 | 马来西亚羽毛球国际挑战赛 | 國際挑戰賽 | 男子雙打 | 绿川大辉 | 冠軍   |
| 2021年 | 比利時羽毛球國際賽       | 國際挑戰賽 | 混合雙打 | 篠谷菜留 | 準決賽 |
| 2021年 | 世界羽毛球錦標賽         | 其他       | 混合雙打 | 篠谷菜留 | 季軍   |
| 2023年 | 德国羽毛球公开赛         | 超級300賽  | 混合双打 | 篠谷菜留 | 半决赛 |
| 2023年 | 大阪羽毛球國際挑戰賽     | 國際挑戰賽 | 男子雙打 | 綠川大輝 | 冠軍   |
| 2023年 | 蘇迪曼盃                 | 其他       | 混合團體 | －       | 季軍   |
| 2023年 | 加拿大羽毛球公開賽       | 超級500賽  | 混合雙打 | 篠谷菜留 | 準決賽 |
| 2023年 | 亞洲運動會羽毛球比賽     | 其他       | 男子團體 | －       | 銅牌   |
| 2024年 | 雪梨羽毛球國際賽         | 國際挑戰賽 | 男子雙打 | 綠川大輝 | 冠軍   |
| 2024年 | 北港羽毛球國際賽         | 國際挑戰賽 | 男子雙打 | 綠川大輝 | 冠軍   |
| 2025年 | 瑞士羽毛球公開賽         | 超級300賽  | 男子雙打 | 綠川大輝 | 準決賽 |
| 2025年 | 蘇迪曼盃                 | 其他       | 混合團體 | －       | 季軍   |
| 2025年 | 臺北羽毛球公開賽         | 超級300賽  | 男子雙打 | 綠川大輝 | 準決賽 |

| 2007-2017年 | 首要超級賽 | 超級賽 | 黃金大獎賽 | 大獎賽 | 國際挑戰賽 | 國際系列賽 | 未來系列賽 | 其他 |

| 2018-2026年 | 總決賽 | 超級1000賽 | 超級750賽 | 超級500賽 | 超級300賽 | 超級100賽 | 國際挑戰賽 | 國際系列賽 | 未來系列賽 | 其他 |

### 奧運會和世錦賽參賽紀錄
|          | 搭檔     | 2021 | 2022 | 2023 |
| -------- | -------- | ---- | ---- | ---- |
| 混合雙打 | 篠谷菜留 | 季軍 | 16強 | 32強 |